# Cassandra Guilaine
Pour les articles homonymes, voir Guilaine.
Cassandra Guilaine, née le 5 février 1999 à Challans (Vendée), est une twirleuse française, championne junior grand prix 2015 de la Fédération sportive et culturelle de France. Elle habite Paulx en Loire-Atlantique. Elle intègre l'équipe fédérale de la Fédération sportive et culturelle de France en 2013.

## Biographie
Cassandra Guilaine, élève au Collège Raymond Queneau de Machecoul[réf. nécessaire], est la fille de Stephen Guilaine et de Françoise Guilaine.

## Parcours sportif
Cassandra Guilaine décroche en 2008 son premier titre de twirleuse à la Fédération sportive et culturelle de France (FSCF) en catégorie benjamine excellence, titre renouvelé en 2009 où, à l’âge de 10 ans, elle intègre une équipe grand prix. Elle réitère en 2011 en catégorie minime grand prix puis en catégorie cadette grand prix en 2012 et 2013 avec un remarquable total de 16,60 points lors ce dernier championnat. Elle intègre alors l’équipe fédérale de twirling FSCF.
En 2014, qualifiée pour la finale de la catégorie junior grand prix de la FSCF avec le meilleur total, elle n'y confirme pas sa performance et termine 6e sur 7 qualifiées. En 2015, elle remporte la finale de cette catégorie. Elle est entraînée par Mickaël Navenot.

### Palmarès FSCF
| Année | Catégorie            | Résultat départemental individuel | Résultat régional individuel | Résultat fédéral individuel | Résultat fédéral en duo |
| 2008  | Benjamine excellence | 2e                                | 2e                           | 1re                         | 1re (duo A)             |
| 2009  | Benjamine excellence | 1re                               | 1re                          | 1re                         | 1re (duo A)             |
| 2010  | Minime grand prix    | 2e                                | 1re                          | 2e                          | 1re (duo B)             |
| 2011  | Minime grand prix    | 1re                               | 1re                          | 1re                         | 2e (duo C)              |
| 2012  | Cadette grand prix   | 2e                                | 1re                          | 1re                         | 6e (duo D)              |
| 2013  | Cadette grand prix   | 1re                               | 1re                          | 1re                         | 2e (duo D mixte)        |
| 2014  | Junior grand prix    | 2e                                | 1re                          | 6e                          | -                       |
| 2015  | Junior grand prix    | 3e                                | 4e                           | 1re                         | -                       |
| 2016  | Junior grand prix    | 2e                                | 1re                          | 1re                         | -                       |

## Parcours artistique
Le 10 novembre 2013, le trophée mini talent région Centre lui est décerné.
Le 16 février 2014, le trophée de jeunes talents du Pays de Retz, catégorie sport, lui est décerné conjointement avec Émile Amoros.
Le 23 avril 2014, le titre de championne de France WCOPA toutes catégories confondues, lui est décerné ; elle est sélectionnée également dans la Team France WCOPA qui représente la France lors de la finale mondiale World Championships of Performing Arts en juillet 2014 à Hollywood.
Le 19 juillet 2014, le titre de championne du Monde WCOPA Catégorie Variété lui est décerné.

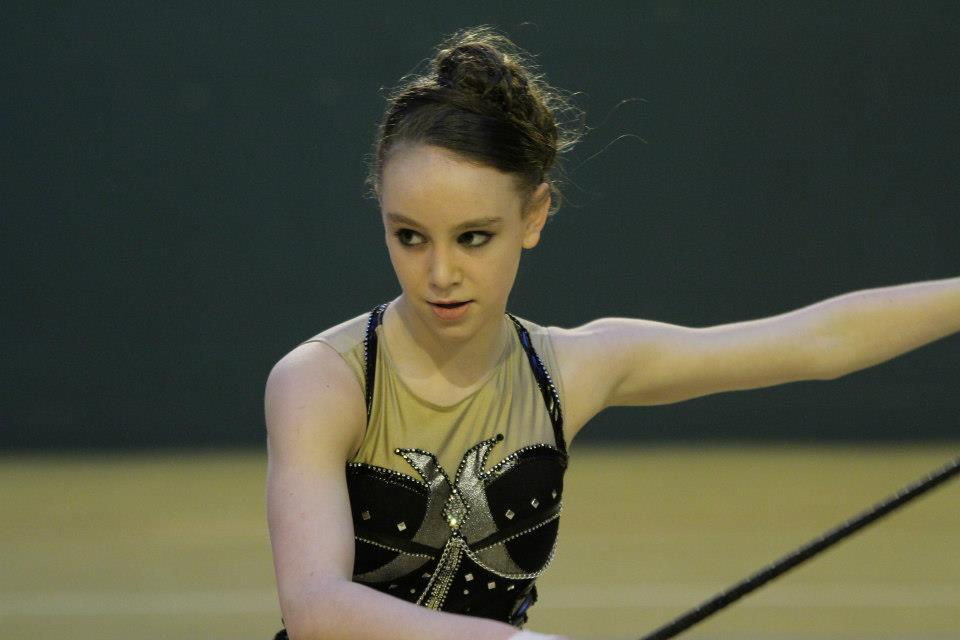
Cassandra Guilaine au championnat fédéral FSCF 2013.
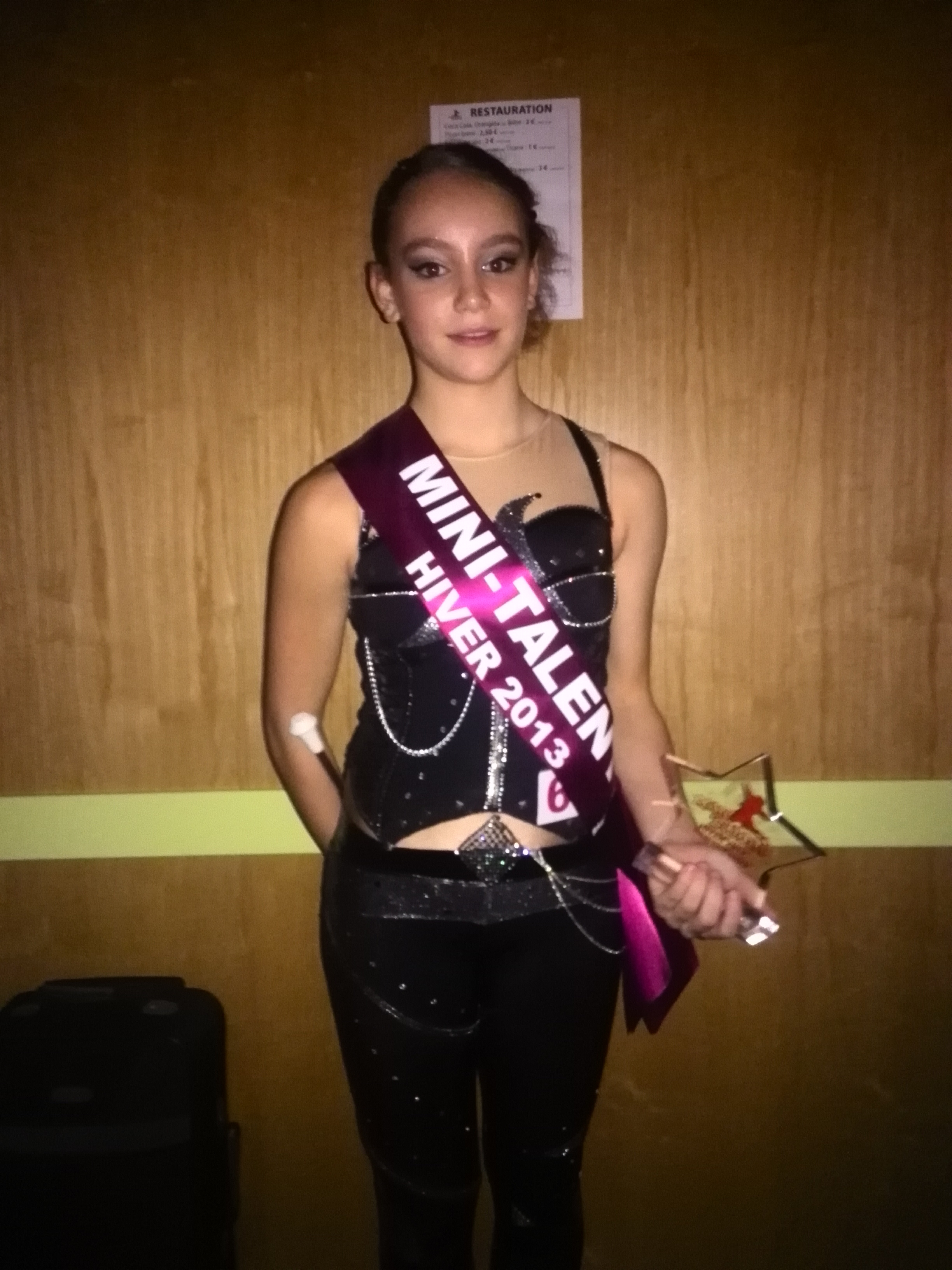
Mini-talent région Centre 2013.
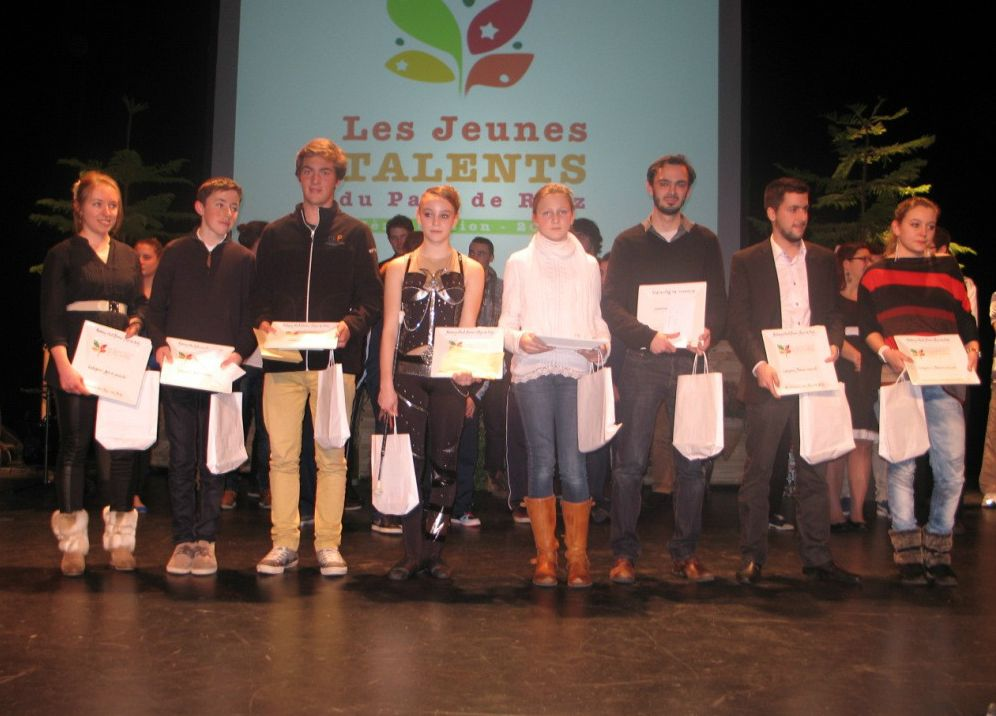
Gagnants du concours Jeunes talents du Pays de Retz 2014.
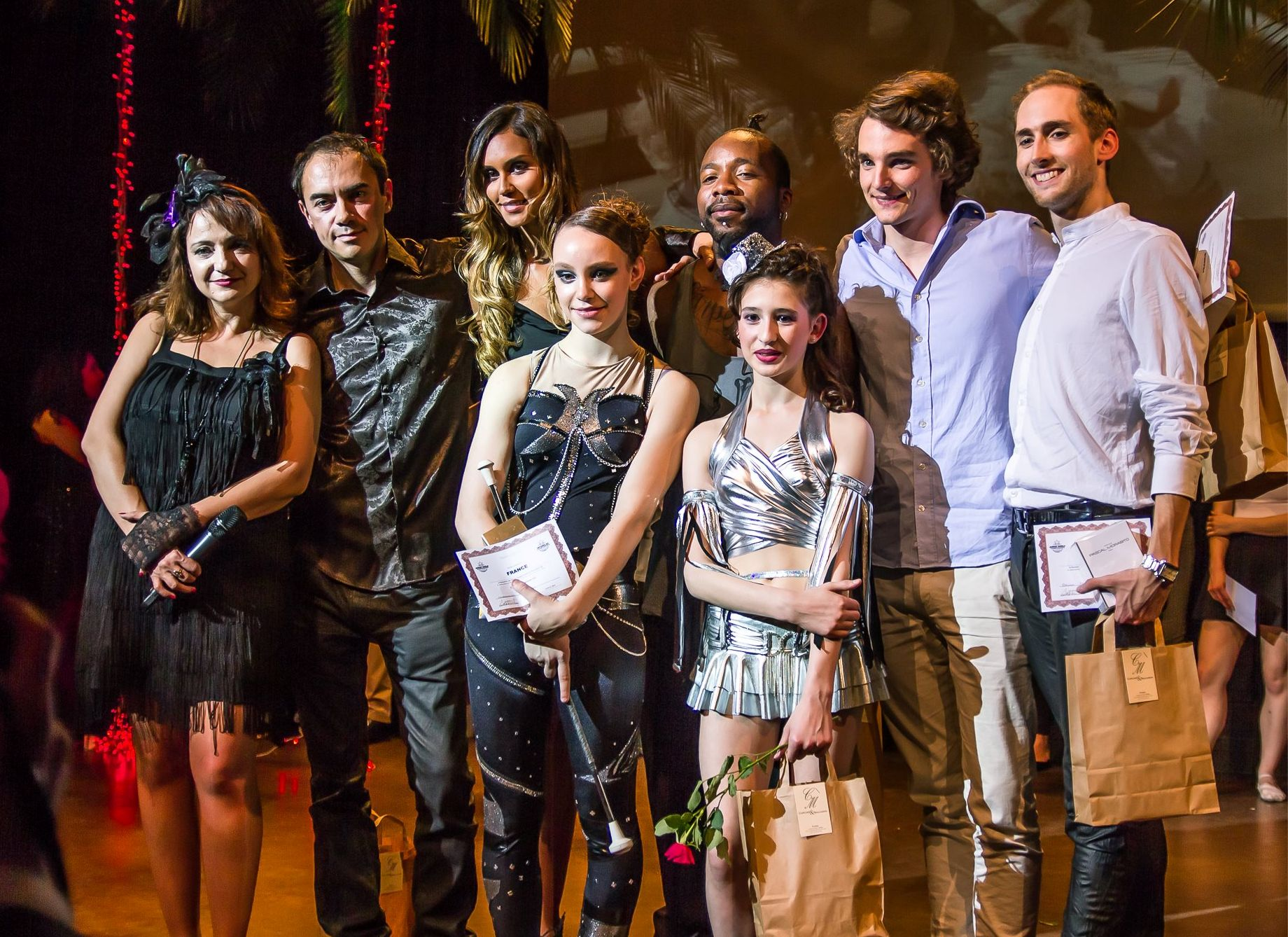
Finale « France WCOPA Paris » le 23 avril 2014.